# Stephanostomum casum
Stephanostomum casum är en plattmaskart. Stephanostomum casum ingår i släktet Stephanostomum och familjen Acanthocolpidae. Inga underarter finns listade i Catalogue of Life.